# Величко Анатолій Іванович
Анато́лій Іва́нович Вели́чко (8 листопада 1938, с. Купринка, Федорівський район, Кустанайська область, Казахська РСР) — український художник. Член спілки художників Киргизької РСР (з 1979), член Національної спілки художників України (з 1992).

## Біографія
Народився у с. Купринка Кустанайської області (Казахстан).
1968 року закінчив Державне художнє училище ім. С. Чуйкова у м. Фрунзе, нині Бішкек, Киргизстан. Педагоги з фаху ─ Д. Флешам, Є. Гердюк.
1979 року обраний членом спілки художників Киргизької РСР.
Від 1991 року живе і працює у Полтаві.
Від 1992 року член Національної спілки художників України.

## Творчість
Працює в галузі живопису, скульптури, металопластики.
Особливості мистецького світогляду, пов'язані з світосприйняттям через призму східної філософії, втілені у серії ювелірних прикрас «Мандри» (1975), в 11 творах серії «Люди на камінні» (металопластика, 1983–1986), «Ангел, який прийшов восени» (2001), у картинах «Екологія душі» (1995), «Пустельник» (1996), «Благовіщення» (1997), «Біблійні мотиви» (1998–2000), у триптиху «Агнець» (2004).
Брав участь у виставках у Франції (1982), Югославії (1989), Німеччині (1991), Італії (1995).
Брав участь на Бієнале біжутерії у Яблонці (Чехословаччина, 1979, 1983, отримав почесний диплом). Учасник міжнародних виставок у Німеччині (1991, 1996). У Ерфурті 1996 року отримав почесний диплом і третю премію.
Твори Анатолія Величка зберігаються у Національному музеї-заповіднику українського гончарства в Опішні (Полтавська область, Україна), Киргизькому музеї образотворчих мистецтв у Бішкеку (Киргизстан), «Збройовій палаті» Кремля та Музеї декоративно-вжиткового мистецтва (Москва, Російська Федерація).